# Unbekannter Meister
Unbekannter Meister (russisch: Художник неизвестен Chudoschnik neiswesten) ist ein Roman des russischen Schriftstellers Weniamin Kawerin. Er erschien erstmals 1931. Die deutsche Übersetzung von Gisela Drohla erschien 1961 im Suhrkamp-Verlag.

## Inhalt
Das Buch besteht aus acht Kapiteln und einem Epilog. Der Ich-Erzähler ist über einen Zeitraum von zwei Jahrzehnten mit seinen alten Schulfreunden Archimedov, Esfir und Špektorov in Kontakt. Sie erleben alle die Oktoberrevolution von 1917 mit. Nach ihrer Schulzeit trennen sich in Leningrad ihre Wege. Während der Ich-Erzähler ein Studium der Literaturwissenschaften aufnimmt und Schriftsteller werden möchte, studiert Špektorov Straßenbau und arbeitet später in einer Sowchose. Archimedov hingegen wird schon früh Vater eines Sohnes. Zudem lernt der Ich-Erzähler den Maler Šaba kennen. Esfir begeht Selbstmord, Archimedov verarmt und gibt seinen Sohn zur Adoption frei.
In der Form eines Entwicklungsromans wird die Aufbruchstimmung der frühen Sowjetunion beschrieben. Häufig wird zwischen den Protagonisten diskutiert, wie die Sowjetunion ihren großen Entwicklungsrückstand zu den großen europäischen Nationen einholen kann. Zudem wird auch über die Rolle von Literatur, Theater und Kunst in dem jungen Staat gesprochen, welche mit der Tradition der Vergangenheit brechen sollen und den Menschen ein neues Bewusstsein vermitteln sollen. Gleichzeitig werden die Diskrepanzen zwischen den Idealen und der Wirklichkeit der Revolution gezeigt. Dem Leben in der Sowjetunion geht der Sinn für Romantik verloren.
Am Ende des Romans beginnt der Ich-Erzähler eine Erzählung über seine Begegnungen mit Archimedov und Špektorov. Im Epilog wird eine Straßenszene geschildert, eine Frau mit gebrochenen Armen, auf der Straße liegend und von Schaulustigen umzingelt. Diese Schilderung stellt sich aber als Bildbeschreibung eines Gemäldes heraus. Maler des Bildes ist ein unbekannter Meister.

## Rezeption
„[Kawerin] verfolgt die Ereignisse, die ihm vorher selbst nicht bekannt sind, sammelt Zeugenaussagen, [...] reist zu den verschiedenen Schauplätzen des Geschehens, ja, er wird selbst in die Handlung miteinbezogen, in sie verwickelt und dient zuletzt  Špektorov als Zeuge bei der Adoption des Kindes. So übernimmt der Erzähler innerhalb des Romans selbst die Funktion, Grenze zu sein zwischen »Traum und Leben«, eine Funktion, die keine Be- oder Verurteilung der Romanfiguren und ihrer Handlung zuläßt.“

### Deutsche Ausgabe
- Weniamin Kawerin: Unbekannter Meister. Übersetzt von Gisela Drohla, Suhrkamp, Frankfurt am Main 1961

### Sekundärliteratur
- Kindlers Literatur Lexikon im dtv in 25 Bänden, Band 6, dtv, München 1974, ISBN 3-423-03146-8